# Philippe Erne
Philippe Erne (sinh ngày 14 tháng 12 năm 1986 ở Vaduz) là một cầu thủ bóng đá từ Liechtenstein thi đấu ở vị trí tiền đạo. Erne thi đấu cho FC Balzers, và từng thi đấu cho SC Pfullendorf, FC Vaduz, USV Eschen/Mauren và FC Chur 97.

## Sự nghiệp quốc tế

### Bàn thắng quốc tế
Tỉ số và kết quả liệt kê bàn thắng của Liechtenstein trước.
| Bàn thắng | Thời gian          | Địa điểm                                     | Đối thủ | Tỉ số | Kết quả | Giải đấu            |
| --------- | ------------------ | -------------------------------------------- | ------- | ----- | ------- | ------------------- |
| 1.        | 3 tháng 6 năm 2011 | Sân vận động Rheinpark, Vaduz, Liechtenstein | Litva   | 1–0   | 2–0     | Vòng loại Euro 2012 |